# 934
934 (CMXXXIV) var ett normalår som började en onsdag i den julianska kalendern.

## Händelser

### Okänt datum
- Danmark enas till ett rike under Gorm den gamle, som blir dess förste kung.
- Goryeoarmén besegrar Hubaekjestyrkor i nuvarande Hongseong.

## Födda
- Amoghavarsha III, kejsare av Rashtrakuta.

## Avlidna
- 2 november – Emma, drottning av Frankrike.